# سیاهچاله نخستین

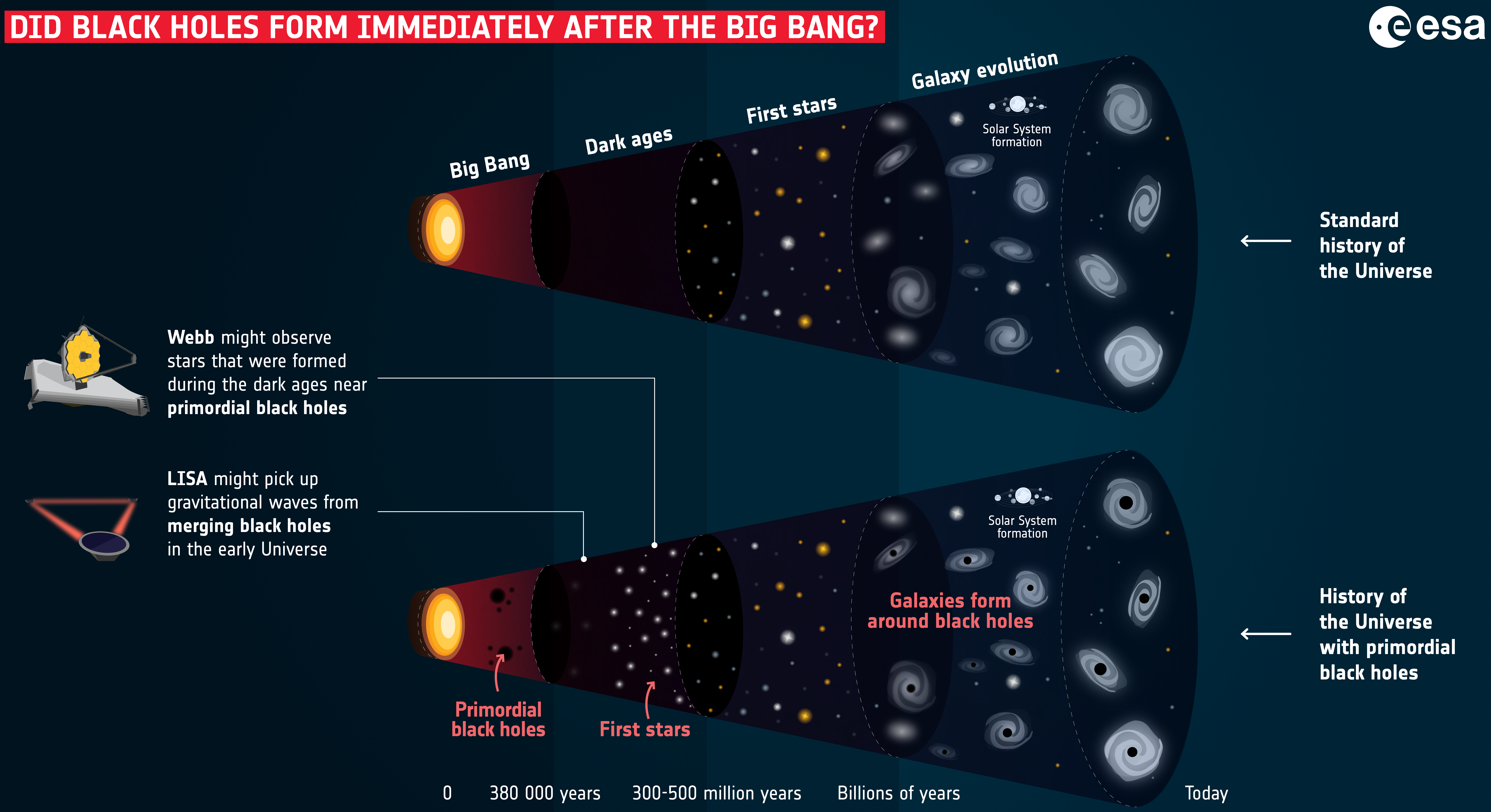
نمایی از ساختار شکل‌گیری جهان، بدون (بالا) و با (زیر) سیاهچاله‌های اولیه

سیاهچالهٔ نخستین (انگلیسی: Primordial black hole) (که به اختصار PBH نیز نامیده می‌شود) نوعی سیاهچاله فرضی است که بلافاصله پس از انفجار بزرگ مه‌بانگ شکل گرفت. در کیهان اولیه، چگالی بالا و شرایط ناهمگن می‌توانست مناطق به‌اندازهٔ کافی متراکم را به سمت رمبش گرانشی سوق داده و سیاهچاله‌ها را تشکیل دهد. یاکوف بوریسوویچ زلدوویچ و ایگور دمیتریویچ نوویکوف در سال ۱۹۶۶ برای اولین بار وجود چنین سیاهچاله‌هایی را مطرح کردند.تئوری پشت سرچشمهٔ چنین کهکشان‌هایی برای اولین بار توسط استیون هاوکینگ در سال ۱۹۷۱ به‌طور عمیق مورد مطالعه و بررسی قرار گرفت. از آنجایی که سیاهچاله‌های اولیه از فروپاشی گرانشی ستاره‌ای تشکیل نشده‌اند، جرم آنها می‌تواند بسیار کمتر از جرم ستاره‌ای باشد (حدود ۲×۱۰۳۰ کیلوگرم).

## پیشینهٔ نظریه
بسته به مدل، سیاهچاله‌های اولیه می‌توانند جرم اولیه‌ای بین ۱۰ تا ۸ ۱۰−۸ کیلوگرم (به‌اصطلاح اثرهای پلانک) تا بیش از هزاران جرم خورشیدی داشته باشند. با این حال، سیاهچاله‌های اولیه که در اصل دارای جرم کمتر از ۱۰۱۱ کیلوگرم هستند، به دلیل تابش هاوکینگ که باعث تبخیر کامل در زمانی بسیار کوتاه‌تر از سن کیهان می‌شود، تا به امروز ماندگار نخواهند ماند. آنها ماده تاریک غیر باریونی هستند و به این ترتیب کاندیدای ماده تاریک قابل قبولی هستند. سیاهچاله‌های اولیه نیز نامزدهای خوبی برای قرار گرفتن دانه‌های سیاهچاله‌های پرجرم در مرکز کهکشان‌های پرجرم و همچنین سیاهچاله‌های با جرم متوسط هستند.